# Sport in 2010
Dit artikel is een samenvatting van de belangrijkste feiten uit het sportjaar 2010.

## Olympische Winterspelen
De XXIe Olympische Winterspelen werden gehouden in Vancouver van 12 tot en met 28 februari 2010. Enkele onderdelen vonden plaats in het naburige Whistler en Richmond.
Aan deze spelen namen 2632 atleten uit 82 landen deel.

## Atletiek
België
- Belgische kampioenschappen atletiek
- Belgische kampioenschappen indooratletiek

Nederland
- Nederlandse kampioenschappen atletiek
- Nederlandse kampioenschappen indooratletiek

Europese kampioenschappen atletiek
IAAF Diamond League
Gemenebestspelen
Wereldkampioenschappen indooratletiek

## Autosport

### Formule 1
- Grand Prix van Bahrein:  Fernando Alonso
- Grand Prix van Australië:  Jenson Button
- Grand Prix van Maleisië:  Sebastian Vettel
- Grand Prix van China:  Jenson Button
- Grand Prix van Spanje:  Mark Webber
- Grand Prix van Monaco:  Mark Webber
- Grand Prix van Turkije:  Lewis Hamilton
- Grand Prix van Canada:  Lewis Hamilton
- Grand Prix van Europa:  Sebastian Vettel
- Grand Prix van Groot-Brittannië: Sebastian Vettel
- Grand Prix van Duitsland:  Sebastian Vettel
- Grand Prix van Hongarije:  Sebastian Vettel
- Grand Prix Formule 1 van België:  Lewis Hamilton
- Grand Prix van Italië:  Fernando Alonso
- Grand Prix van Singapore:  Fernando Alonso
- Grand Prix van Japan:  Sebastian Vettel
- Grand Prix van Korea:  Fernando Alonso
- Grand Prix van Brazilië:  Sebastian Vettel
- Grand Prix van Abu Dhabi:  Sebastian Vettel
- Wereldkampioen Coureurs:  Sebastian Vettel
- Wereldkampioen Constructeurs:  RBR Renault

### Overige
- Dakar-rally
  - Auto:  Carlos Sainz,  Lucas Cruz Volkswagen Touareg
  - Vrachauto:  Vladimir Tsjagin,  Sergey Savostin,  Eduard Nikolaev Kamaz 4326
- DTM:  Paul di Resta
- GP2:  Pastor Maldonado
- Formule 2:  Dean Stoneman
- IndyCar Series:  Dario Franchitti
- Indy Lights Series:  Jean Karl Vernay
- Wereldkampioenschap Rally:  Sébastien Loeb
- WTCC-seizoen:  Yvan Muller
- Intercontinental Rally Challenge:  Juho Hänninen
- ADAC Formel Masters:  Richie Stanaway
- Formule Renault 3.5 Series:  Michail Aljosjin

## Basketbal
Verenigde Staten
National Basketball Association (NBA) Los Angeles Lakers
Nederland
- Nederlands kampioen (mannen): GasTerra Flames
- Nederlands bekerwinnaar (mannen): Zorg en Zekerheid Leiden
- Nederlands kampioenschap (vrouwen): Loon Lions
- Nederlands bekerwinnaar (vrouwen): Loon Lions

België
- Belgisch kampioen (mannen): Spirou Basket Charleroi
- Belgisch kampioen (vrouwen): BC Sint-Katelijne-Waver
- Belgische bekerwinnaar (mannen): Base BC Oostende
- Belgische bekerwinnaar (vrouwen): BCC Kangoeroes Boom

Europese competities
- Euroleague (mannen):  FC Barcelona
- Euroleague (vrouwen):  Sparta&K Oblast Moskou Vidnoje
- EuroCup (mannen):  Power Electronics Valencia
- EuroCup (vrouwen):  Elitzur Ramla BC
- EuroChallenge (mannen):  BG 74 Göttingen

Wereldkampioenschap mannen Verenigde Staten
Wereldkampioenschap vrouwen Verenigde Staten

## Curling
- Wereldkampioenschap mannen Canada

## Handbal
- Europees kampioenschap mannen

 Frankrijk
- Europees kampioenschap vrouwen

 Noorwegen

## Honkbal
Major League Baseball
- American League

Texas Rangers
- National League

San Francisco Giants
- World Series

San Francisco Giants

## Judo
Nederlandse kampioenschappen
Mannen
- –  60 kg:  Jeroen Mooren
- –  66 kg:  Wytze de Jong
- –  73 kg:  Dex Elmont
- –  81 kg:  Guillaume Elmont
- –  90 kg:  Glenn Bolleboom
- –100 kg:  Berend Roorda
- +100 kg:  Luuk Verbij

Vrouwen
- –48 kg:  Birgit Ente
- –52 kg:  Kitty Bravik
- –57 kg:  Juul Franssen
- –63 kg:  Anicka van Emden
- –70 kg:  Kim Polling
- –78 kg:  Marhinde Verkerk
- +78 kg:  Janine Penders

## Korfbal
- Nederlands zaalkampioen: Koog Zaandijk
- Nederlands veldkampioen:  Blauw Wit/HavenFD
- Belgisch zaalkampioen: Scaldis

Europees kampioenschap Nederland

## Motorsport

### Wegrace
Wereldkampioenschap wegrace
MotoGP
- Coureurs en teams:  Jorge Lorenzo
- Constructeurs:  Yamaha

Moto2
- Coureurs en teams:  Toni Elías
- Constructeurs:  Moriwaki

125cc
- Coureurs en teams:  Marc Márquez
- Constructeurs:  Derbi

Superbike
- Coureur:  Max Biaggi
- Constructeur:  Aprilia

Supersport
- Coureur:  Kenan Sofuoğlu
- Constructeur:  Honda

Zijspannen
- Coureurs:  Pekka Päivärinta  Adolf Hänni
- Constructeur:  Suzuki

### Motorcross
- Motorcross

MX1
Coureurs:  Antonio Cairoli
Constructeur:  KTM
MX2
Coureurs:  Marvin Musquin
Constructeur:  KTM
MX3
Coureurs:  Carlos Campano
Constructeur:  Yamaha
Motorcross der Naties
- Land + coureurs:  Verenigde Staten (Ryan Dungey, Trey Canard, Andrew Short)

Zijspannen
- Coureurs:  Daniël Willemsen  Gertie Eggink
- Constructeur:  Zabel-WSP

## Rugby
- Zeslandentoernooi:  Frankrijk

## Schaatsen
EK allround
- Mannen:  Sven Kramer
- Vrouwen:  Martina Sáblíková

WK allroud
- Mannen:  Sven Kramer
- Vrouwen:  Martina Sáblíková

WK sprint
- Mannen:  Lee Kyou-hyuk
- Vrouwen:  Lee Sang-hwa

EK shorttrack
- Mannen:  Nicola Rodigari
- Vrouwen:  Kateřina Novotná

WK Shorttrack
- Mannen:  Lee Ho-suk
- Vrouwen:  Park Seung-hi

## Snooker
WPBSA Pro Tour
- Shanghai Masters:  Allister Carter
- Grand Prix:  Neil Robertson
- UK Championships:  Ding Junhui
- Welsh Open:  John Higgins
- China Open:  Mark Williams
- Wereldkampioenschap:  Neil Robertson

Overige toernooien
- World Open:  Neil Robertson
- Masters:  Mark Selby

## Tennis
ATP-seizoen 2010
WTA-seizoen 2010
Toernooien
- Australian Open
  - Mannenenkel:  Roger Federer wint van  Andy Murray
  - Vrouwenenkel:  Serena Williams wint van  Justine Henin
- Roland Garros
  - Mannenenkel:  Rafael Nadal wint van  Robin Söderling
  - Vrouwenenkel:  Francesca Schiavone wint van  Samantha Stosur
- Wimbledon
  - Mannenenkel:  Rafael Nadal wint van  Tomáš Berdych
  - Vrouwenenkel:  Serena Williams wint van  Vera Zvonarjova
- US Open
  - Mannenenkel:  Rafael Nadal wint van Novak Đoković
  - Vrouwenenkel: Kim Clijsters wint van  Vera Zvonarjova

Landenwedstrijden
- Davis Cup: Servië wint van Frankrijk
- Fed Cup: Italië wint van Verenigde Staten

## Voetbal

### Mannen
- WK 2010 Zuid-Afrika:  Spanje
- Topschutter:  Wesley Sneijder 5 goals  Thomas Müller 5 goals David Villa 5 goals Diego Forlan 5 goals
- UEFA Champions League:  Internazionale
- Topschutter:  Lionel Messi 9 goals
- UEFA Europa League:  Atlético Madrid
- Topschutter:  Claudio Pizarro 9 goals  Óscar Cardozo 9 goals
- Europese Supercup:  Atlético Madrid
- Topschutter:  José Antonio Reyes 1 goal  Sergio Agüero 1 goal

België
- Jupiler League: RSC Anderlecht
- Beker van België: AA Gent
- Supercup: RSC Anderlecht
- Topschutter: Romelu Lukaku (15 goals)

Engeland
- Premiership: Chelsea FC
- League Cup: Manchester United FC
- FA Cup: Chelsea FC
- Topschutter: Didier Drogba (29 goals)

Frankrijk
- Ligue 1: Olympique Marseille
- Coupe de France: Olympique Marseille
- Coupe de la Ligue: PSG
- Topschutter: Nenê (13 goals)

Duitsland
- Bundesliga: Bayern München
- DFB-Pokal: Bayern München
- Topschutter: Edin Džeko (22 goals)

Italië
- Serie A: Internationale
- Coppa Italia: Internationale
- Topschutter: Antonio Di Natale (29 goals)

Nederland
- Eredivisie: FC Twente
- Eerste divisie: De Graafschap
- KNVB beker: AFC Ajax
- Johan Cruijff Schaal: FC Twente
- Topschutter: Luis Suárez (35 goals)

Spanje
- Primera División: FC Barcelona
- Copa del Rey: Atlético Madrid
- Topschutter: Lionel Messi (34 goals)

Japan
- J-League: Nagoya Grampus Eight
- J-League Cup:  Júbilo Iwata

Rusland
- Premjer-Liga: Zenit Sint-Petersburg
- Beker van Rusland: Zenit Sint-Petersburg

#### Prijzen
- Gouden Schoen:  Milan Jovanović
- Nederlandse Gouden Schoen:  Luis Suárez
- FIFA Ballon d'Or:  Lionel Messi

### Vrouwen
- AFC Vrouwenkampioenschap:  Australië
- CAF-Vrouwenkampioenschap:  Nigeria
- EK vrouwen onder 17:  Spanje
- UEFA Women's Champions League:  1. FFC Turbine Potsdam

## Volleybal
- Belgisch kampioen (mannen): Knack Randstad Roeselare
- Belgische bekerwinnaar (mannen): Noliko Maaseik
- Belgisch kampioen (vrouwen): Asterix Kieldrecht

## Wielersport

### Wegwielrennen
Ronde van Italië
- Algemeen klassement:  Ivan Basso
- Bergklassement:  Matthew Lloyd
- Puntenklassement:  Cadel Evans
- Jongerenklassement:  Richie Porte
- Ploegenklassement:  Liquigas-Doimo

Ronde van Frankrijk
- Algemeen klassement :  Alberto Contador
- Bergklassement:  Anthony Charteau
- Puntenklassement:  Alessandro Petacchi
- Jongerenklassement:  Andy Schleck
- Ploegenklassement:  Team RadioShack

Ronde van Spanje
- Algemeen klassement:  Vincenzo Nibali
- Bergklassement:  David Moncoutié
- Puntenklassement:   Mark Cavendish
- Combinatieklassement:  Vincenzo Nibali

Wielerklassiekers
- Milaan-Sanremo:  Óscar Freire
- Ronde van Vlaanderen:  Fabian Cancellara
- Parijs-Roubaix:  Fabian Cancellara
- Amstel Gold Race:  Philippe Gilbert
- Luik-Bastenaken-Luik:  Aleksandr Vinokoerov
- Ronde van Lombardije:  Philippe Gilbert

Wereldkampioenschap wegwielrennen
- Tijdrit mannen:  Fabian Cancellara
- Tijdrit vrouwen:  Emma Pooley
- Wegwedstrijd mannen:  Thor Hushovd
- Wegwedstrijd vrouwen:  Giorgia Bronzini
- Tijdrit beloften mannen:  Taylor Phinney
- Wegwedstrijd beloften mannen:  Michael Matthews

### Baanwielrennen
Wereldkampioenschappen
- Sprint mannen:  Grégory Baugé
- Sprint vrouwen:  Victoria Pendleton
- Teamsprint mannen:  Duitsland
- Teamsprint vrouwen:  Australië
- Individuele achtervolging mannen:  Taylor Phinney
- Individuele achtervolging vrouwen:  Sarah Hammer
- Ploegenachtervolging mannen:  Australië
- Ploegenachtervolging vrouwen:  Australië
- 1 Kilometer tijdrit mannen:  Teun Mulder
- 500 meter tijdrit vrouwen:  Anna Mears
- Keirin mannen:  Chris Hoy
- Keirin vrouwen:  Simona Krupeckaite
- Puntenkoers mannen:  Cameron Meyer
- Puntenkoers vrouwen:  Tara Whitten
- Scratch mannen:  Alex Rasmussen
- Scratch vrouwen:  Pascale Jeuland
- Omnium mannen:  Ed Clancy
- Omnium vrouwen:  Tara Whitten
- Ploegkoers:  Australië

### Veldrijden
- Mannen:  Zdeněk Štybar
- Vrouwen:  Marianne Vos
- Wereldbeker veldrijden 2009-2010:  Zdeněk Štybar

## Zwemmen
Wereldkampioenschappen kortebaan
Europese kampioenschappen
Europese kampioenschappen kortebaan
Pan Pacific kampioenschappen

## Sporter van het jaar
België
- Sportman: Philippe Gilbert
- Sportvrouw: Kim Clijsters
- Sportploeg: 4x400 meter mannenploeg
- Sportpersoonlijkheid: Luca Brecel
- Gehandicapte sporter: Sven Decaesstecker
- Sportbelofte: Luca Brecel

 Nederland
- Sportman: Mark Tuitert
- Sportvrouw: Nicolien Sauerbreij
- Sportploeg: Nederlands voetbalelftal
- Gehandicapte sporter: Esther Vergeer
- Coach: Bert van Marwijk
- Young Talent Award: Dimi de Jong
- Fanny Blankers-Koen Carrièreprijs: Pieter van den Hoogenband

 Europa
- Sportman:  Sebastian Vettel
- Sportvrouw:  Blanka Vlašić

Mondiaal
- Sportman:  Usain Bolt
- Sportvrouw:  Serena Williams
- Sportploeg:  Brawn GP
- Gehandicapte sporter:  Natalie du Toit
- Doorbraak:  Jenson Button
- Actiesporter:  Stephanie Gilmore
- Comeback:  Kim Clijsters
- Lifetime Achievement Award:  Nawal El Moutawakel

## Overleden
Januari
- 01 – Sergio Messen (60), Chileens voetballer
- 03 – Gianni Bonichon (65), Italiaans bobsleeër
- 05 – Gerard Van De Steene (87), Belgisch wielrenner
- 07 – Alex Parker (74), Schots voetballer
- 08 – Kamel Aouis (57), Algerijns voetballer
- 08 - Tony Halme (47), Fins worstelaar en bokser
- 08 - Gerrit de Ruiter (82), Nederlands hockeyer
- 09 – Amélété Abalo (47), Togolees voetballer en voetbaltrainer
- 10 – Bert Bushnell (88), Brits olympisch roeikampioen
- 10 – Roger De Corte (86), Belgisch wielrenner
- 10 – Torbjørn Yggeseth (75), Noors schansspringer
- 13 – Bill Moss (76), Brits autocoureur
- 13 – Tommy Sloan (84), Schots voetballer
- 14 - Rowland Wolfe (95), Amerikaans olympisch turnkampioen
- 15 – Detlev Lauscher (57), Duits voetballer
- 18 – Lino Grava (82), Italiaans voetballer
- 19 – Panajot Pano (70), Albanees voetballer
- 20 – Jack Parry (86), Welsh voetballer
- 23 – Quinto Bertoloni (83), Italiaans voetballer
- 27 – Yiannis Marditsis (76), Grieks voetballer
- 27  – Ajmer Singh (69), Indiaas olympisch atleet
- 29  – Zahid Sheikh (60), Pakistaans hockeyspeler
- 30  – Jackie Newton (84), Engels voetballer

Februari
- 01  – Jaap van der Poll (95), Nederlands atleet
- 03  – Gil Merrick (88), Engels voetballer
- 05  – Galimzjan Choesainov (72), Russisch voetballer
- 05  – Clarke Scholes (79), Amerikaans zwemmer
- 06  – Jan Jongepier (66), Nederlands handballer
- 07  – Franco Ballerini (45), Italiaans wielrenner
- 07  – Bobby Dougan (83), Schots voetballer
- 08  – Angelo Franzosi (88), Italiaans voetballer
- 08  – James Heuga (66), Amerikaans skiër
- 08  – Erich Meier (74), Duits voetballer
- 08  – Isidoor Van de Wiele (85), Belgisch atleet
- 09  – Davy Coenen (29), Belgisch mountainbiker
- 10  – Orlando Peçanha de Carvalho (74), Braziliaans voetballer
- 10  – Edoeard Vinokoerov (68), Kazachs sabelschermer
- 11  – Roman Dmitrijev (62), Russisch worstelaar
- 11  – Brian Godfrey (70), Welsh voetballer
- 11  – Joeri Sevidov (65), Russisch voetballer
- 12  – Petar Borota (57), Servisch voetballer
- 12  – Nodar Koemaritasjvili (21), Georgisch rodelaar
- 12  – Werner Krämer (70), Duits voetballer
- 12  – Luis Molowny (84), Spaans voetballer
- 12  – Willie Polland (75), Schots voetballer
- 15  – Juan Carlos González (85), Uruguayaans voetballer
- 15  – Ian Gray (46), Australisch voetballer
- 15  – Washington Luiz de Paula (57), Braziliaans voetballer
- 16  – Jim Bibby (65), Amerikaans honkballer
- 16  – Wan Chi Keung (53), Hongkongs voetballer en acteur
- 17  – Giulio de Florian (74), Italiaans langlaufkampioen
- 17  – Wolfram Lindner (68), Duits wielrenploegleider
- 18  – Alan Gordon (65), Schots voetballer
- 19  – Jesús Díez del Corral (76), Spaans schaakgrootmeester
- 20  – Bobby Cox (76), Schots voetballer
- 20  – Giovanni Pettenella (66), Italiaans wielrenner
- 21  – George Strickland (84), Amerikaans honkballer
- 23  – Gerhardt Neef (63), Duits voetballer
- 23  – Bobby Smith (56), Schots voetballer
- 25  – Miloš Marković (63), Joegoslavisch waterpoloër
- 27  – Charlie Crowe (85), Engels voetballer
- 27  – Frans De Blaes (100), Belgisch kanoër
- 28  – Adam Blacklaw (72), Schots voetballer

Maart
- 01  – Jan Eggens (68), Nederlands motorcoureur
- 01  – Clifton Forbes (65), Jamaicaans sprinter en olympisch kampioen
- 02  – Paul Drayton (70), Amerikaans atleet
- 02  – Gerrit Lentelink (77), Nederlands wielrenner
- 02  – Geoff Myburgh (81), Zuid-Afrikaans zeiler
- 03  –  Keith Alexander (53), Engels voetballer
- 03  –  Oleg Tjoerin (72), Russisch Olympisch roeikampioen
- 04  – Joaquim Fiúza (102), Portugees zeilkampioen
- 06  – Endurance Idahor (25), Nigeriaans voetballer
- 06 –  Ronald Pettersson (74), Zweeds ijshockeyer
- 06 – Tony Richards (76), Engels voetballer
- 08 – Guy Lapébie (93), Frans wielerkampioen
- 08 – Frans Postma (77), Nederlands voetballer
- 09 – Gheorghe Constantin (77), Roemeens voetballer
- 09 – Lionel Cox (90), Australisch olympisch wielerkampioen
- 09 – Henry Wittenberg (91), Amerikaans olympisch worstelkampioen
- 10 – Merlin Olsen (69), Amerikaans Americanfootballspeler, televisieacteur en sportcommentator
- 11 – Carlos de Jesus Euzébio (58), Braziliaans voetballer
- 11 –  Willie MacFarlane (79), Schots voetballer en voetbalmanager
- 11 – Sandy Scott (75), Canadees professioneel worstelaar
- 12 – Bob Attersley (76), Canadees ijshockeyer
- 12 – Hugh Robertson (70), Schots voetballer
- 13 – Édouard Kargu (84), Frans voetballer
- 15 – Charlie Ashcroft (83), Engels voetballer
- 16 – Jelena Tajrova (18), Russisch schaakspeelster
- 17 – Abdellah Blinda (58), Marokkaans voetballer en trainer
- 17 – Wayne Collett (60), Amerikaans atleet
- 20 – István Bilek (77), Hongaars schaakgrootmeester
- 22 – Emil Schulz (71), Duits bokser
- 23 – Jiro Nagasawa (78), Japans zwemmer
- 23 – Fritz Wagnerberger (72), Duits alpineskiër
- 24 – George Luke (76), Engels voetballer
- 27 – Zbigniew Gut (60), Pools voetballer
- 27 – Vasili Smyslov (89), (Sovjet-)Russisch schaakgrootmeester
- 28 – Derlis Florentín (26), Paraguayaans voetballer
- 28 – Alex Posthuma (65), Nederlands volleyballer
- 29 – Jenne Langhout (91), Nederlands hockeyer
- 31 – Yves Baré (71), Belgisch voetballer en voetbaltrainer

April
- 01 – Anders Eklund (52), Zweeds bokser
- 02 – Chris Kanyon (40), Amerikaans worstelaar
- 02 – Tjitse Smeding (55), Nederlands drafsportkampioen
- 04 – Alec Bedser (91), Engels cricketspeler
- 05 – Molefi Sefularo (52), Zuid-Afrikaans arts en politicus
- 05 – Vitali Sevastjanov (74), Russisch kosmonaut
- 07 – George Nissen (96), Amerikaans turner en uitvinder (trampoline)
- 08 – Michel Turler (65), Zwitsers ijshockeyspeler
- 09 – Zoltán Varga (65), Hongaars voetballer
- 10 – Peter Belinfante (58), Nederlands wethouder
- 10 – Piotr Nurowski (64), Pools tennisser en voorzitter van het Pools Olympisch Comité
- 11 – Jean Boiteux (76), Frans zwemmer
- 11 – Vicki Draves (85), Amerikaans schoonspringster
- 14 – Gene Kiniski (81), Canadees professioneel worstelaar
- 15 – Hans van Dalsum (80), Nederlands tennisspeler
- 17 – Sotigui Kouyaté (73), Burkinees acteur en voetballer
- 17 – Alexandru Neagu (61), Roemeens voetballer
- 19 – Edwin Valero (28), Venezolaans bokser
- 21 – Sammy Baird (79), Schots voetballer
- 21 – Juan Antonio Samaranch (89), Spaans politicus, diplomaat en sportbestuurder (IOC)
- 22 – Emilio Álvarez (71), Uruguayaans voetballer
- 22 – Vic Nurenberg (79), Luxemburgs voetballer
- 22 – Piet Steenbergen (81), Nederlands voetballer
- 25 – Joseph Bessala (69), Kameroens bokser
- 26 – Alberto Vitoria (54), Spaans voetballer

Mei
- 02 – Andrew McFarlane (33), Australisch motorcrosser
- 03 – Florencio Campomanes (83), Filipijns schaker en sportbestuurder
- 03 – Bohumil Němeček (72), Tsjechisch bokser
- 03 – El Supremo (59), Mexicaans professioneel worstelaar
- 06 – Giacomo Neri (94), Italiaans voetballer
- 06 – Romain Poté (74), Belgisch atleet
- 07 – Guillermo Meza (21), Mexicaans voetballer
- 08 – Andor Lilienthal (99), Hongaars schaker
- 15 – Besian Idrizaj (22), Oostenrijks voetballer
- 15 – Loris Kessel (60), Zwitsers autocoureur
- 19 – Harry Vos (63), Nederlands voetballer
- 20 – Karin Iten (53), Zwitsers kunstrijdster
- 25 – Alexander Belostenny (51), Oekraïens basketballer
- 25 – Herman Juckers (68), Nederlands sportbestuurder
- 26 – Leo Canjels (77), Nederlands voetballer
- 26 – Christoph Gilli (46), Zwitsers voetballer
- 29 – Jan Piet Fokker (68), Nederlands hockeyspeler
- 30 – Hans van Swol (95), Nederlands tennisser, rugbyspeler en arts
- 30 – Joeri Tsjesnokov (77), Russisch volleyballer

Juni
- 01 – John Hagart (72), Schots voetballer en coach
- 04 – John Wooden (99), Amerikaans basketbalspeler en -coach
- 06 – Mabi de Almeida (46), Angolees voetbalcoach
- 07 – Arsen Naydyonov (68), Russisch voetbalcoach
- 08 – Ad Boogaerts (84), Nederlands voetbalscheidsrechter
- 09 – Mohammed Sylla (39), Guinees voetballer
- 10 – Piet van Delden (82), Nederlands menner van vierspannen
- 11 – Tigi Crow (57), Brits dressuuramazone
- 15 – Charles Hickcox (63), Amerikaans zwemmer en olympisch kampioen (1968)
- 17 – Andy Ripley (62), Engels rugbyspeler
- 19 – Manute Bol (47), Soedanees basketballer
- 20 – Lai Sun Cheung (59), Hongkongs voetballer en voetbalcoach
- 20 – Roberto Rosato (66), Italiaans voetballer
- 23 – Jörg Berger (65), Duits voetballer en voetbalcoach
- 24 – Kazimierz Paździor (75), Pools bokser
- 29 – Chandgi Ram (72), Indiaas worstelaar

Juli
- 01 – Eddie Moussa (26), Zweeds voetballer
- 03 – Herbert Erhardt (79), Duits voetballer
- 06 – Igor Misko (23), Russisch ijshockeyspeler
- 11 – Rudi Strittich (88), Oostenrijks voetballer en -trainer
- 13 – Ken Barnes (81), Engels voetballer
- 13 – Nino Defilippis (78), Italiaans wielrenner
- 16 – Aleksandr Bolosjev (63), Russisch basketballer
- 17 – Ioannis Stefas (61), Grieks voetballer
- 19 – Joseph Aghoghovbia (69), Nigeriaans voetballer
- 20 – Wil Storm-Landweer (84), Nederlands zwemcoach en -bestuurder
- 21 – Horst Haecks (73), Duits voetballer
- 24 – Alex Higgins (61), Noord-Iers snookerspeler
- 25 – Ans Niesink (91), Nederlands atlete
- 26 – Mićun Jovanić (57), Kroatisch voetballer en voetbaltrainer
- 28 – István Moná (69), Hongaars atleet
- 29 – Karl Elsener (75), Zwitsers voetbaldoelman
- 31 – Suso Cecchi d'Amico (96), Italiaans scenarioschrijfster* Pedro Dellacha (84), Argentijns voetballer

Augustus
- 05 – Yuri Shishlov (65), Russisch voetbalcoach
- 06 – Pentti Linnosvuo (77), Fins sportschutter
- 06 – Gerrit Trooster (82), Nederlands voetballer
- 08 – Massamasso Tchangaï (32), Togolees voetballer
- 09 – Lies Sluijters (86), Nederlands atlete
- 10 – Antonio Pettigrew (42), Amerikaans atleet
- 10 – Radomír Šimůnek (48), Tsjechisch veldrijder
- 11 – Ger Lagendijk (68), Nederlands voetbalmakelaar en zaakwaarnemer
- 11 – Markus Liebherr (62), Zwitsers zakenman en sportbestuurder
- 11 – Bruno Schleinstein (78), Duits acteur
- 11 – Kurt Zapf (80), Oost-Duits voetballer
- 13 – Lance Cade (29), Amerikaans professioneel worstelaar
- 18 – Harold Connolly (79), Amerikaans atleet
- 20 – Jim Wehba (Skandor Akbar) (75), Amerikaans professioneel worstelaar en manager
- 21 – Chloé Graftiaux (23), Belgisch muurklimster
- 22 – Stjepan Bobek (86), Joegoslavisch voetballer en voetbalcoach
- 27 – Anton Geesink (76), Nederlands judoka en sportbestuurder
- 27 – Luna Vachon (48), Canadees professioneel worstelaar
- 28 – Willi Hölz (81), Duits voetballer
- 30 – Louis Calebout (82), Belgisch bokser
- 30 – Francisco Varallo (100), Argentijns voetballer
- 31 – Omer Dhaenens (87), Belgisch wielrenner
- 31 – Laurent Fignon (50), Frans wielrenner

September
- 02 – Jackie Sinclair (67), Schots voetballer
- 03 – José Augusto Torres (71), Portugees voetballer
- 05 – Shoya Tomizawa (19), Japans motorcoureur
- 08 – Frans Helfrich (90), Nederlands kaatser
- 09 – Peter Dzúrik (41), Slowaaks voetballer
- 09 – Bent Larsen (75), Deens schaker
- 10 – Fridrikh Maryutin (85), Russisch voetballer
- 10 – Andrei Timoshenko (41), Russisch voetballer
- 11 – Diego Rodriguez Cano (22), Uruguayaans voetballer
- 11 – Giulio Zignoli (64), Italiaans voetballer
- 17 – Rob Hoffman (71), Nederlands honkballer
- 18 – Øystein Gåre (56), Noors voetbalcoach
- 18 – Bobby Smith (77), Engels voetballer
- 19 – Bouk Schellingerhoudt (91), Nederlands wielrenner
- 20 – Prudent Bettens (67), Belgisch voetballer
- 22 – Alan Rudkin (68), Brits bokser
- 25 – Pierre Figeys (86), Belgisch voetballer
- 25 – Delbert Lamb (95), Amerikaans schaatser
- 26 – Terry Newton (31), Engels rugby-speler
- 27 – George Blanda (83), Amerikaans American-footballspeler
- 27 – Trevor Taylor (73), Brits autocoureur
- 28 – Orvin Cabrera (33), Hondurees voetbalinternational
- 28 – Erwin Stricker (60), Italiaans alpineskiër

Oktober
- 04 – Peter Warr (72), Brits manager in de Formule 1
- 05 – Moss Keane (62), Iers rugbyspeler
- 07 – Keiji Ohsawa (78), Japans honkballer
- 08 – Jim Fuchs (82), Amerikaans kogelstoter
- 10 – Raymond Kintziger (87), Belgisch atleet
- 15 – Malcolm Allison (83), Brits voetbaltrainer
- 15 – Claude Vancoillie (55), Belgisch wielrenner (wereldkampioen bij gehandicapten) en ploegleider
- 18 – Mel Hopkins (75), Brits voetballer
- 19 – Herman Krott (79), Nederland wielerploegleider en oprichter van de Amstel Gold Race
- 19 – André Mahé (90), Frans wielrenner
- 21 – Boris Pilkin (82), Russisch turncoach
- 21 – Chris Smildiger (81), Nederlands atleet en muzikant
- 23 – Fran Crippen (26), Amerikaanse langeafstandszwemmer
- 24 – Andy Holmes (51), Brits olympisch roeikampioen
- 28 – Johnny van Rensburg (78), Zuid-Afrikaans olympisch bokser
- 29 – Ronnie Clayton (76), Engels voetballer
- 30 – John Benson (67), Schots voetballer

November
- 02 – Andy Irons (32), Amerikaans surfer
- 04 –  Ron Cockerill (75), Engels voetballer
- 06 – Gerard Overdijkink (74), Nederlands hockeyer
- 08 – Fred Blankemeijer (84), Nederlands voetballer
- 10 – Theodoor Doyer (54), Nederlands hockeyer
- 10 – Jim Farry (55), Schots voetbalbestuurder
- 12 – Willy Druyts (80), Belgisch atleet
- 13 – Richard Van Genechten (80), Belgisch wielrenner
- 14 – Wes Santee (78), Amerikaans middenafstandsloper
- 15 – Larry Evans (78), Amerikaans schaker
- 16 – Ilie Savu (90), Roemeens voetballer
- 18 – Joachim Bobeldijk (90), Nederlands kanoër
- 18 – Jim Cruickshank (69), Schots voetbaldoelman
- 19 – Gauke Nijholt (73), Nederlands schaatscoach
- 23 – Andy Jekel (43), Nederlands worstelaar
- 23 – Pavel Lednjev (67), Russisch atleet (vijfkamp) en olympisch kampioen
- 30 – Jean Kirchen (90), Luxemburgs wielrenner

December
- 01 – Geert Hoebrechts (41), Belgisch voetballer
- 03 – José Ramos Delgado (75), Argentijns voetballer en voetbalcoach
- 05 – Sjamil Boerzijev (25), Russisch voetballer
- 06 – René Hauss (82), Frans voetballer en voetbaltrainer
- 06 – George Will (73), Schots golfer en golfcoach
- 07 – Noppie Koch (78), Nederlands wielrenner en gangmaker
- 07 – Federico Vairo (80), Argentijns voetballer
- 09 – Thorvald Strömberg (79), Fins kanovaarder
- 10 – Gerard de Haan (43), Nederlands voetballer
- 10 – Jacques Swaters (84), Belgisch autocoureur, teambaas en zakenman
- 12 – Emmanuel Ogoli (21), Nigeriaans voetballer
- 12 – Tom Walkinshaw (64), Brits formule 1-teambaas
- 13 – Willem Maris (71), Nederlands tennisser en bestuurder
- 13 – Fernand Massay (90), Belgisch voetballer
- 13 – Aldo Sassi (51), Italiaans wielercoach
- 15 – Bob Feller (92), Amerikaans baseballspeler
- 17 – Ralph Coates (64), Engels voetballer
- 17 – Jan Lenstra (91), Nederlands voetballer
- 17 – Michail Oemanski (58), Duits-Russisch schaker
- 18 – Armando Borrajo (34), Argentijns wielrenner
- 18 – Patrick Meersschaert (51), Belgisch mountainbiker
- 20 – Donna Atwood (85), Amerikaans kunstschaatsster
- 21 – Enzo Bearzot (83), Italiaans voetballer en voetbalcoach
- 21 – Wim Schenk (73), Nederlands schaatsbestuurder
- 23 – Paul Schweda (80), Oostenrijks voetbaldoelman
- 24 – Frans de Munck (88), Nederlands voetballer
- 28 – Bennie Briscoe (67), Amerikaans bokser
- 29 –  Avi Cohen (54), Israëlisch voetballer
- 31 – Raymond Impanis (85), Belgisch wielrenner

1965 · 1966 · 1967 · 1968 · 1969 · 1970 · 1971 · 1972 ·1973 · 1974 · 1975 · 1976 · 1977 · 1978 · 1979 · 1980 · 1981 · 1982 · 1983 · 1984 · 1985 · 1986 · 1987 · 1988 · 1989 · 1990 · 1991 · 1992 · 1993 · 1994 · 1995 · 1996 · 1997 · 1998 · 1999 · 2000 · 2001 · 2002 · 2003 · 2004 · 2005 · 2006 · 2007 · 2008 · 2009 · 2010 · 2011 · 2012 · 2013 · 2014 · 2015 · 2016 · 2017 · 2018 · 2019 · 2020 · 2021 · 2022 · 2023 · 2024 · 2025